# (2602) Moore
(2602) Moore ist ein Asteroid des Hauptgürtels, der am 24. Januar 1982 vom US-amerikanischen Astronomen Edward L. G. Bowell an der Anderson Mesa Station (IAU-Code 688) des Lowell-Observatoriums in Coconino County entdeckt wurde.
Der Asteroid wurde am 4. August 1982 nach dem englischen Amateurastronomen und Fernsehmoderator Sir Patrick Moore (1923–2012) benannt. Moore ist der Autor von mehr als 70 Büchern über Astronomie sowie Mitglied und Präsident der British Astronomical Association.